# His
 His  (Hins en occitano) es una población y comuna francesa, en la región de Mediodía-Pirineos, departamento de Alto Garona, en el distrito de Saint-Gaudens y cantón de Salies-du-Salat.
Se encuentra en la región de Cominges, unos 26 km al sureste de Saint-Gaudens.

## Demografía
| 217 | 232 | 203 | 210 | 192 | 178 |
| Para los censos de 1962 a 1999 la población legal corresponde a la población sin duplicidades (Fuente: INSEE [Consultar]) |     |     |     |     |     |